# Rupt-sur-Othain
Rupt-sur-Othain is een gemeente in het Franse departement Meuse (regio Grand Est) en telt 56 inwoners (2009).
De plaats maakt deel uit van het kanton Montmédy in het arrondissement Verdun. Tot 1 januari 2015 was het deel van het kanton Damvillers, dat op die dag werd opgeheven.

## Geografie
De oppervlakte van Rupt-sur-Othain bedraagt 5,5 km², de bevolkingsdichtheid is dus 10,2 inwoners per km².
Het plaatsje ligt aan de Othain, zoals de naam al suggereert.
De onderstaande kaart toont de ligging van Rupt-sur-Othain met de belangrijkste infrastructuur en aangrenzende gemeenten.

## Demografie
Onderstaande figuur toont het verloop van het inwonertal (bron: INSEE-tellingen).